# 神奈川県立岩戸支援学校
神奈川県立岩戸支援学校（かながわけんりついわとしえんがっこう）は、神奈川県内の特別支援学校。2008年3月に高校統廃合により閉校した神奈川県立岩戸高等学校の跡地に開校した。校舎は前学校の設備をほぼそのまま活用している。

## 沿革
- 2010年4月 - 開校
- 2023年4月 - 神奈川県立岩戸支援学校に名称変更[1][2]

## 交通
- 京急久里浜線 北久里浜駅下車、京急バス岩戸団地循環または団地経由YRP野比駅行き、「岩戸町内会館」下車徒歩15分
- 京急久里浜線 YRP野比駅下車、京急バス通信研究所行き「光の丘2番」下車徒歩8分
- JR横須賀線 衣笠駅下車、衣笠十字路よりYRP野比駅行バス岩戸団地経由「岩戸町内会館」下車徒歩15分
- 北久里浜駅下車、京急バス北久18岩戸支援学校経由「岩戸支援学校」下車